# William Alland
William Alland (* 4. März 1916 in Delmar, Delaware; † 11. November 1997 in Long Beach, Kalifornien) war ein US-amerikanischer Schauspieler und Filmproduzent, der durch seine Zusammenarbeit mit Orson Welles Berühmtheit erlangte.

## Leben
Alland begann seine Karriere im Showgeschäft in den Zwanziger Jahren in New York, wo er unter dem Pseudonym Vakhtangov als Schauspieler arbeitete. In dieser Zeit begegnete er dem ein Jahr älteren Orson Welles, der ihn für sein Mercury Theatre engagierte. Hier war Alland als Schauspieler und Bühnenarbeiter tätig und nahm bei Welles’ Produktionen auch kleinere Rollen im Radio und in Spielfilmen an.
Seine größte Rolle spielte er unter der Regie von Welles in dessen preisgekrönten Werk Citizen Kane. Alland fungierte als Reporter, der dem Leben des verstorbenen Medienzaren „Charles Foster Kane“ nachzuspüren versucht und zahlreiche von dessen ehemaligen Weggefährten interviewt, ohne das Geheimnis um Kanes letztes Wort lösen zu können. Dabei ist selten sein Gesicht zu sehen; stattdessen bekommt der Zuschauer meist nur in Form einer suggestiven Kameraführung Schulter oder Rücken zu sehen, wohingegen seine Stimme den ganzen Film über präsent ist. Auch den fiktiven Nachruf als Inszenierung der ebenfalls fiktiven „News on the March“-Nachrichtensendung im Film übernahm Alland.
Nach seinem Militärdienst im Zweiten Weltkrieg arbeitete Alland erneut mit Welles zusammen. Er spielte in dessen Filmen Die Lady von Shanghai und Macbeth, bevor er seine Schauspielkarriere aufgab und für die Universal Studios als Produzent tätig wurde. Hier war er v. a. für Horror- und Science-Fiction-Produktionen zuständig und betreute Klassiker des Genres wie Gefahr aus dem Weltall, Der Schrecken vom Amazonas und Metaluna IV antwortet nicht.
Seinen Ruhestand verbrachte William Alland in Long Beach, wo er Segelschiffe baute.

## Filmografie

### Als Schauspieler
- 1939: The Green Goddess
- 1941: Citizen Kane
- 1941: Tom, Dick and Harry
- 1941: Der Teufel und Daniel Webster (All That Money Can Buy) Szene gestrichen
- 1942: The Falcon Takes Over
- 1947: Riffraff
- 1947: Die Lady von Shanghai (The Lady from Shanghai)
- 1948: Macbeth – Der Königsmörder (Macbeth)

### Als Produzent (Auswahl)
- 1952: Der Schatz im Canyon (The Treasure of Lost Canyon) (Associate Producer)
- 1952: Das schwarze Schloß (The Black Castle)
- 1952: Gier nach Gold (The Raiders)
- 1953: Gefährliches Blut (The Lawless Breed)
- 1953: Gefahr aus dem Weltall (It Came From Outer Space)
- 1954: Der Schrecken vom Amazonas (The Creature from the Black Lagoon)
- 1955: Metaluna IV antwortet nicht (This Island Earth)
- 1955: Der Speer der Rache (Chief Crazy Horse)
- 1957: Das todbringende Ungeheuer (The Deadly Mantis)
- 1957: Der Flug zur Hölle (The Land Unknown)
- 1957: Immer Ärger mit den Frauen (The Lady Takes a Flyer)
- 1964: Ein tollkühner Draufgänger (The Lively Set)
- 1966: Rancho River (The Rare Breed)